# The King in Yellow
The King in Yellow is een verhalenbundel geschreven door de Amerikaanse auteur Robert W. Chambers. Het werd voor het eerst gepubliceerd door F. Tennyson Neely in 1895. De bundel bevat negen korte verhalen en een reeks gedichten. De eerste verhalen behoren tot het genre bovennatuurlijke horror, waarbij "The King in Yellow" geleidelijk overgaat naar een lichtere toon, eindigend met romantische verhalen zonder horror- of bovennatuurlijke elementen.
De verhalen zijn losjes verbonden door drie hoofdelementen: een toneelstuk met de titel The King in Yellow, een bovennatuurlijke entiteit genaamd de gele koning, en een mysterieus symbool genaamd het gele teken. De eerste vier verhalen worden gekenmerkt door een macabere sfeer en draaien rond personages die vaak kunstenaars of decadenten zijn, bewoners van de Demi-monde.
De ontvangst van The King in Yellow was positief, vooral voor de horrorverhalen, die door critici als E.F. Bleiler en T.E.D. Klein als klassiekers in het bovennatuurlijke genre werden beschouwd. Lin Carter noemde het "een absoluut meesterwerk" en het had invloed op schrijvers zoals H.P. Lovecraft.

## De Verhalen
- The Repairer of Reputations
- The Mask
- The Yellow Sign
- The Demoiselle d'Ys
- The Prophets' Paradise
- The Street of the Four Winds
- The Street of the First Shell
- The Street of Our Lady of the Fields
- Rue Barrée
- The King in Yellow

## Externe Links
- The King in Yellow